# Раджаби, Мехди
Мехди Раджаби (перс. مهدی رجبی‎ ; род. 20 марта 1994, Имамшехр, Семнан) — иранский шоссейный и трековый велогонщик. Участник чемпионатов мира и Азии трековому и по шоссейному (U23) велоспорту. Двукратный чемпион Ирана по трековому велоспорту.

## Достижения
| 2011 - 10-й этап Тур Ирана 2012 - 1-й этап Тур Иджена 2015 8-й на Джелаях Малайзия 9-й на Тур Зубараха 2016 Чемпионат Азии — групповая гонка U23 | 2015 2-й Чемпионат Ирана — гонка по очкам 2016 Чемпионат Ирана — омниум - Чемпионат Ирана — гонка по очкам 2017 5-й Чемпионат Азии - мэдисон |